# Stakeknife
"Stakeknife" és el nom en clau d'un espia d'alt nivell que es va infiltrar a èxit a l'Exèrcit Republicà Irlandès Provisional (IRA) mentre treballava per a la Force Research Unit (FRU) de l'exèrcit britànic. Els informes afirmen que Stakeknife va treballar per a la intel·ligència britànica durant vint-i-cinc anys. Stakeknife ha estat acusat de ser un agent doble que va supervisar els assassinats d'informadors dins de l'organització paramilitar mentre treballava per als britànics. Els funcionaris britànics van llançar l'operació Kenova per investigar aquestes afirmacions d'implicació de l'estat en el segrest, la tortura i l'assassinat de més de 50 persones, la qual cosa va portar a la detenció de Freddie Scappaticci el gener de 2018 per acusacions que era Stakeknife, una afirmació que Sappaticci va negar.

## Activitat
"Stakeknife" tenia els seus propis gestors i agents dedicats, i es va suggerir que era prou important perquè l'MI5 instal·lés una oficina dedicada exclusivament a ell. Els rumors suggereixen que se li pagava almenys 80.000 lliures a l'any i que tenia un compte bancari a Gibraltar.
Han sorgit greus denúncies que afirmaven que el govern britànic va permetre que es matessin fins a 40 persones a través de la Internal Security Unit de l'IRA o "Nutting Squad" per protegir la seva cobertura.

## Suposada exposició
El 1987, Sam McCrory, un membre de l'Associació de Defensa de l'Ulster /"Lluitadors per la llibertat de l'Ulster", va matar Francisco Notarantonio, de 66 anys, a la seva casa de Ballymurphy, a West Belfast. L'UDA/UFF havia decidit apuntar a un membre alt de l'IRA de Belfast que sense saber-ho era un informador de la Unitat d'Investigació de la Força (FRU). S'ha al·legat que l'agent de la FRU Brian Nelson va donar el nom de Notarantonio a l'UDA/UFF per protegir la identitat de l'espia real.
L'11 de maig de 2003, diversos diaris van nomenar Freddie Scappaticci com a Stakeknife. Scappaticci, nascut a Belfast de pares italians, va negar les afirmacions i va iniciar una acció legal sense èxit perquè el govern britànic declarés que no era el seu agent. Més tard va deixar Irlanda del Nord i es rumorejava que vivia a Cassino, Itàlia. També se l'ha vist per Tenerife.
Un informe d'una edició de febrer de 2007 del Belfast News Letter va informar que s'havia presentat una gravació en casset presumptament de Scappaticci parlant del nombre d'assassinats en què va participar a través del "Nutting Squad", així com del seu treball com a agent de l'exèrcit amb el PSNI el 2004 i posteriorment va passar a la Stevens Inquiry el 2005.
L'antic agent d'intel·ligència britànic que treballava a la FRU coneguda com a "Martin Ingram" ha escrit un llibre titulat Stakeknife des que van sortir a la llum les denúncies originals en què diu que Scappaticci era l'agent en qüestió.
L'octubre de 2015, es va anunciar que Sappaticci havia de ser investigat pel servei de policia d'Irlanda del Nord per almenys 24 assassinats. El juny de 2016, es va anunciar que aquesta investigació la portaria a terme la policia de Bedfordshire i examinaria la possible implicació de membres de la RUC, l'exèrcit i l'MI5 en assassinats comesos per l'IRA, i el seu coneixement d'ells a través de la informació subministrada a través de Stakeknife. Scappaticci va ser arrestat en relació amb l'operació Kenova el gener de 2018.
El 29 d'octubre de 2020, el Servei Fiscal d'Irlanda del Nord va decidir que no hi havia proves suficients per jutjar-lo per acusacions de perjuri. Stephen Herron, el director del PPS a la zona, també va descartar processaments d'antics membres dels serveis de seguretat que s'entén que eren els seus responsables, així com un antic membre del PPS. Això vol dir que hi ha poques possibilitats que aparegui en un judici penal, malgrat una investigació multimilionària de lliures sobre el seu paper com a agent de l'estat dins de l'IRA.